# Athletic Association of Small States of Europe
Athletic Association of Small States of Europe (AASSE) (pl. Stowarzyszenie lekkoatletyczne małych państw Europy) - międzynarodowa organizacja lekkoatletyczna skupiająca narodowe federacje z małych krajów Europy. 
Propozycja powstania organizacji została przedstawiona przez Cypr, Islandię, Liechtenstein i Luksemburg na kongresie IAAF, który odbywał się w Barcelonie w roku 1989.
Oficjalnie AASSE zostało utworzone w Wenecji podczas spotkania European Athletic Association w 1994. Państwami założycielskimi były: Andora, Cypr, Islandia, Liechtenstein, Luksemburg, Malta oraz San Marino.
Do stowarzyszenia mogą przystąpić tylko kraje europejskie których liczba ludności nie przekracza 1 miliona. Watykan nie jest członkiem AASSE ponieważ nie uczestniczy w międzynarodowej społeczności lekkoatletycznej.
Prezesem AASSE jest Jonas Egilsson. Językami urzędowymi są angielski i francuski. Siedziba organizacji znajduje się w stolicy Islandii - Reykjavíku.

## Członkowie

Flaga reprezentacji AASSE
(na podstawie oficjalnych dokumentów III Ligi lekkoatletycznych Drużynowych ME - Sarajewo 2009).

| Lp | Kraj          | Przystąpił |
| -- | ------------- | ---------- |
| 1  | Andora        | 1994       |
| 2  | Cypr          | 1994       |
| 3  | Czarnogóra    | 2006       |
| 4  | Gibraltar     | 2015       |
| 5  | Islandia      | 1994       |
| 6  | Liechtenstein | 1994       |
| 7  | Luksemburg    | 1994       |
| 8  | Malta         | 1994       |
| 9  | Monako        | 2000       |
| 10 | San Marino    | 1994       |